# Agustín Rosety Fernández de Castro
Agustín Rosety Fernández de Castro (Cadis, 26 de març de 1947) és un militar retirat espanyol i polític del partit d'ultradreta espanyol Vox.

## Biografia
Nascut a Cadis el 1947, està casat i té dos fills. Durant la seva trajectòria militar, Rosety va ser subdirector general de reclutament i es va retirar com a segon cap d'Infanteria de la Marina. A més, és llicenciat en Dret, membre de la Reial Acadèmia Hispano-Americana i membre de l'Asociación Católica de Propagandistas. En diverses etapes, va treballar també al Ministeri de Defensa espanyol com a cap de la Direcció General de Política de Defensa i com a Subdirector General de Tropa i Marineria.
L'any 2018 va ser un dels signants del manifest en defensa del dictador Francisco Franco i en exaltació del cop d'estat de 1936, juntament amb uns centenars de militars espanyols. Anteriorment, l'any 2013 va sortir en defensa del seu cap, el general de divisió Juan Chicharro Ortega (qui presideix des de 2018 la Fundació Nacional Francisco Franco), quan aquest va demanar la intervenció de l'Exèrcit espanyol a Catalunya si el Govern i el Tribunal Constitucional no actuaven segons Chicharro volia.
Va ser cap de llista per la província de Cadis en les eleccions generals espanyoles de 2019 amb el partit d'ultradreta Vox. Va aconseguir l'escó al Congrés dels Diputats i fou enviat a la Comissió de Defensa.
L'agost de 2019 va defensar que es pressionés al territori britànic de Gibraltar aprofitant el Brèxit. Acusà al territori britànic de "parasitar i empobrir" a Espanya. Junt un altre representant de Vox va demanar al govern en funcions el cens dels treballadors andalusos que treballen a Gibraltar perquè deien que sospitaven activitats irregulars. El mateix, uns dies més tard, acusà al president del govern en funcions Pedro Sánchez de "tràfic il·lícit de persones" amb relació a l'oferiment del port d'Algesires per a acollir immigrants del vaixell Open Arms.